# Parallaxis beata
Parallaxis beata är en insektsart som beskrevs av Mcatee 1926. Parallaxis beata ingår i släktet Parallaxis och familjen dvärgstritar. Inga underarter finns listade i Catalogue of Life.